# 阿拉瓜德馬圖林
阿拉瓜德馬圖林是委內瑞拉的城鎮，由莫納加斯州負責管轄，位於該國東北部，始建於1806年12月18日，平均氣溫23.7攝氏度，每年平均降雨量1,005毫米。
9°58′N 63°29′W / 9.967°N 63.483°W